# Верещовка (железнодорожная станция)
Верещо́вка (Верещёвка) — железнодорожная станция (населённый пункт) в Дятьковском районе Брянской области, в составе Дятьковского городского поселения.
Возникла у одноименного остановочного пункта Московской железной дороги

## География
Находится в 8 км к северу от города Дятьково и в 700 м к востоку от деревни Верещовки.

## Население
| 1979 | 1989 | 1999 | 2010 | 2013 |
| ---- | ---- | ---- | ---- | ---- |
| 27   | ↘10  | ↘1   | ↗18  | ↘0   |

## Происшествия
На станции в 1944 году произошло одно из крупнейших в СССР крушений поездов.